# Algimantas Valantinas
Algimantas Valantinas (* 29. Oktober 1961 in Buknaičiai, Rajongemeinde Mažeikiai) ist ein litauischer Jurist, Richter, seit 2016 Präsident von Appellationsgericht Litauens, ehemaliger Generalstaatsanwalt Litauens (2005–2010).

## Leben
Nach dem Abitur an der Mittelschule studierte Valantinas Rechtswissenschaft in Vilnius. 1985 absolvierte er die Rechtsfakultät der Universität Vilnius als Diplom-Jurist. Von 1985 bis 1988 arbeitete er als Staatsanwaltsgehilfe und Ermittler bei der Staatsanwaltschaft Kaišiadorys. Anschließend leistete er für zwei Jahre Militärdienst in der Sowjetarmee. Danach war er bis 1991 Staatsanwalt der Staatsanwaltschaft Širvintos, zeitweilig auch leitender Oberstaatsanwalt.
Von 1991 bis 1994 arbeitete Valantinas als Oberstaatsanwalt der Staatsanwaltschaft des Rajons Jonava und anschließend fünf Jahre bis 1999 war er Richter und auch Vorsitzender im Amtsgericht Jonava. Danach fungierte er von 1999 bis 2000 als Direktor des Departaments für Gerichtswesen am Justizministerium Litauens. Danach arbeitete er fünf Jahre im Zweiten Amtsgericht Vilnius und avancierte  vom 2. März 2005 bis 20. Oktober 2005 zu dessen Gerichtspräsidenten.
Am 20. Oktober 2005 wurde er zum Generalstaatsanwalt vom Präsidenten Valdas Adamkus ernannt. Seit Beginn der Tätigkeit war eines der Schwerpunkte die Öffentlichkeitsarbeit und Erstellung der Kommunikation, der Verbindungen mit Gesellschaft und Medien. In zahlreichen Staatsanwaltschaften vieler litauischen Rayons wurden Vertreter für Öffentlichkeitsarbeit ernannt. Von Medien werden seine politischen Ansichten als liberal eingeschätzt. Sein Nachfolger ab Februar 2010 war Raimondas Petrauskas (kommissarisch).
Ab April 2010 war Valantinas wieder Richter des 2. Stadtkreisgerichts Vilnius. Von 2013 bis 2015 war er Richter im Stadtkreisgericht Vilnius. Seit Dezember 2015 ist er Richter und seit 2016 Vorsitzende des litauischen Appellationshofs (Lietuvos apeliacinis teismas).

## Mitgliedschaft
- Litauischer Richterverband, Vorstandsmitglied (seit 2000)
- Gerichtsrat, Mitglied (seit 2002)